# Crotalaria grandibracteata
Crotalaria grandibracteata är en ärtväxtart som beskrevs av Paul Hermann Wilhelm Taubert. Crotalaria grandibracteata ingår i släktet sunnhampor, och familjen ärtväxter. Inga underarter finns listade i Catalogue of Life.